# 石井良助
石井 良助（いしい りょうすけ、1907年（明治40年）12月14日 - 1993年（平成5年）1月12日）は、日本の法制史学者。専門は日本法制史。学位は、法学博士（東京帝国大学・1937年）。東京大学名誉教授。勲二等旭日重光章、文化功労者、文化勲章。贈・従三位 勲一等瑞宝章（没時陞叙）。

## 来歴
東京府（現在の東京都大田区）生まれ。東京府立第一中学校、第一高等学校、東京帝国大学法学部法律学科卒業後の1930年（昭和5年）に東大助手に採用される。2年後に助教授。1937年（昭和12年）には 論文「中世武家不動産訴訟法の研究」で東京帝国大学から法学博士を受ける。
1942年（昭和17年）に教授就任。1968年（昭和43年）に退官後は名誉教授となり、新潟大学人文学部教授、1970年（昭和45年）専修大学法学部教授、1979年（昭和54年）創価大学法学部教授として教鞭を執る。
『徳川禁令考』『藩法集』等の史料収集・編集・刊行を初め、近世法制史研究に多くの業績を残した。
　
また、『天皇－天皇統治の史的解明』(1950年)において、天皇不親政こそが歴史上の天皇統治の本来の姿であることを明らかにした。その改定版である『天皇－天皇の生成および不親政の伝統』(1982年)においては、不親政と並んで天皇の「刀に血ぬらざる」伝統を重視し、北九州の奴国の王が、3〜4世紀の境目頃、東遷して大和に到り、それまで倭国を統合していた邪馬台国の台与に政権移譲を迫り、平和裏に政権を譲渡され、初代天皇崇神として皇統を開いたとする。
1970年（昭和45年）紫綬褒章、1977年（昭和52年）日本学士院会員、1978年（昭和53年）勲二等旭日重光章、1984年（昭和59年）文化功労者、1990年（平成2年）文化勲章。主著に『日本法制史概説』等。満85歳没。

## 著作
- 『中世武家不動産訴訟法の研究』弘文堂書房、1938年。
  - 『中世武家不動産訴訟法の研究 新版』高志書院、2018年。
- 『日本法制史概説』弘文堂、1948年。
  - 『日本法制史概説 改版』創文社、1960年。
- 『天皇 天皇統治の史的解明』創文社、1950年。
- 『日本不動産占有論 中世における知行の研究』創文社、1952年。
- 『日本史概説』創文社、1953年。
- 『大化改新と鎌倉幕府の成立』創文社、1958年。
  - 『大化改新と鎌倉幕府の成立 増補版』創文社〈法制史論集 第1巻〉、1972年。
- 『江戸時代漫筆 江戸の町奉行その他』井上書房、1959年。
  - 『江戸時代漫筆 第1』自治日報社出版局、1971年。

- 『江戸時代漫筆 江戸の遊女その他 続』井上書房、1961年。
  - 『江戸時代漫筆 第2』自治日報社出版局、1971年。
- 『江戸時代漫筆 第3 ばくちその他』井上書房、1963年。
  - 『江戸時代漫筆 第3』自治日報社出版局、1971年。
- 『江戸時代漫筆 第4 人殺・密通その他』井上書房、1964年。
  - 『江戸時代漫筆 第4』自治日報社出版局、1971年。
- 『江戸時代漫筆 第5 将軍の生活その他』自治日報社、1967年。
  - 『江戸時代漫筆 第5 将軍の生活』自治日報社、1971年。
  - 『江戸時代漫筆 第5 将軍の生活』明石書店、1990年。
- 『江戸時代漫筆 第6 商人と商取引』自治日報社、1971年。
  - 『江戸時代漫筆 第6 商人と商取引』明石書店、1991年。
- 『江戸時代漫筆 第7 江戸の離婚』（自治日報社出版局、1971年）
- 『はん』（学生社、1964年）
- 『江戸の刑罰』（中公新書、1964年）
- 『江戸時代漫筆 人殺・密通その他 第4』（井上図書、1964年）
- 『江戸の離婚 三行り半と縁切寺』（日本経済新聞社（新書）、1965年）
- 『吉原 江戸の遊廓の実態』（中公新書、1967年）
- 『江戸町方の制度』（人物往来社、1968年）
- 『略説日本国家史』（東京大学出版会、1972年）
- 『日本婚姻法史』（創文社、1977年）
- 『日本団体法史』（創文社、1978年）
- 『近世関東の被差別部落』 （明石書店、1978年）
- 『民法典の編纂』（創文社、1979年）
- 『日本相続法史』（創文社、1980年）
- 『家と戸籍の歴史』（創文社、1981年）
- 『近世取引法史』（創文社、1982年）
- 『天皇　天皇の生成および不親政の伝統』（山川出版社、1982年、のち講談社学術文庫、2011年）
- 『近世民事訴訟法史 正続』（創文社、1984-1985年）
- 『日本刑事法史』（創文社、1986年）
- 『江戸の賤民』（明石書店、1989年）
- 『江戸時代土地法の生成と体系』（創文社、1989年）
- 『印判の歴史』（明石書店、1991年）
- 『刑罰の歴史』（明石書店、1992年）
- 『日本の歴史を読み解く 法制史家がみた歴史の光と影』（明石書店、1993年）
- 『女人差別と近世賤民』（明石書店、1995年）
- 『吉原　公儀と悪所』（明石書店、2012年）ISBN 978-4-7503-3711-1

### 監修
- 『文化武鑑 1 (大名編 文化元年～四年)』柏書房〈編年江戸武鑑〉、1981年9月。
- 『文化武鑑 2 (役職編 文化元年～四年)』柏書房〈編年江戸武鑑〉、1981年11月。
- 『文化武鑑 3 (大名編 文化五年～八年)』柏書房〈編年江戸武鑑〉、1982年1月。
- 『文化武鑑 4 (役職編 文化五年～八年)』柏書房〈編年江戸武鑑〉、1982年2月。
- 『文化武鑑 5 (大名編 文化九年～十二年)』柏書房〈編年江戸武鑑〉、1982年4月。
- 『文化武鑑 6 (役職編 文化九年～十二年)』柏書房〈編年江戸武鑑〉、1982年6月。
- 『文化武鑑 7 (大名・役職編 文化十三年～十四年)』柏書房〈編年江戸武鑑〉、1982年9月。
- 『文政武鑑 1 (大名編 文政元年～四年)』柏書房〈編年江戸武鑑〉、1982年12月。
- 『文政武鑑 2 (役職編 文政元年～四年)』柏書房〈編年江戸武鑑〉、1983年3月。
- 『文政武鑑 3 (大名編 文政五年～八年)』柏書房〈編年江戸武鑑〉、1991年9月。
- 『文政武鑑 4 (役職編 文政五年～八年)』柏書房〈編年江戸武鑑〉、1991年12月。
- 『文政武鑑 5 (大名編 文政九年～十二年)』柏書房〈編年江戸武鑑〉、1992年5月。

## 記念論集
- 『中田先生還暦祝賀法制史論集』（石井良助 編）岩波書店、1937年。
- 『石井良助先生還暦祝賀法制史論集』（滋賀秀三、平松義郎編）（創文社、1976年）